# Bank Norwegian
Bank Norwegian, a branch of NOBA Bank Group 
Bank Norwegian se estableció en Noruega en 2007. Quince años después, en 2022, Bank Norwegian se fusionó con el banco sueco Nordax y se convirtió en una sucursal de Nordax Bank. El 7 de junio de 2023, Nordax Bank AB (publ) cambió su nombre por NOBA Bank Group AB (publ), y Bank Norwegian pasó de ser una sucursal de Nordax a convertirse en una sucursal de NOBA. 
Bank Norwegian, a branch of NOBA Bank Group, ofrece tarjetas de crédito, cuentas de ahorro y préstamos sin aval. Desde su lanzamiento en Noruega en 2007, se ha establecido en el resto de la región nórdica y en España y Alemania, y hoy cuenta con más de 1,5 millones de clientes. 
La historia 
El 4 de mayo de 2007, Norwegian Air Shuttle anunció el establecimiento de una empresa bancaria con Bank Norwegian, subsidiaria de Norwegian Finans Holdning. El 18 de septiembre del mismo año, Bank Norwegian recibió la autorización del Ministerio de Finanzas de Noruega para operar como banco comercial. El banco se lanzó en Noruega en octubre. El 17 de octubre, las planificadas sinergias se dieron a conocer cuando Norwegian anunció su nueva tarjeta combinada de crédito y bonificación "Norwegian Reward". Las primeras expectativas del banco eran alcanzar los 10.000 clientes antes del 31 de diciembre de 2007 y los 50.000 antes del 31 de diciembre de 2008. El objetivo se alcanzó incluso antes de la inauguración, el 19 de noviembre de 2007, cuando ya se habían suscrito más de 30.000 clientes. 
En 2013, el banco estableció su actividad en Suecia. El 23 de junio de 2014, Norwegian Finans Holding ASA se registró en la lista NOTC, un sistema noruego de información para el comercio de acciones no listadas. El 7 de diciembre de 2015, Bank Norwegian anunció que iniciaba operaciones en Finlandia y Dinamarca, ofreciendo inicialmente productos de préstamo y depósito y, a partir de junio de 2016, también  tarjetas de crédito. El 17 de junio de 2016, la sociedad matriz Norwegian Finans Holding ASA fue inscrita en la Bolsa de Oslo. 
Hasta noviembre de 2021, la empresa pertenecía en su totalidad al holding Bank Norwegian ASA (anteriormente Norwegian Finans Hoding ASA), donde la mayor constelación de propiedad comunicada es Nordic Capital Fund IX y Sampo Plc a través de la empresa Cidron Linhua Ltd, con un total del 22,7% de propiedad a finales de marzo de 2020. La acción cotizaba en la Bolsa de Oslo con el indicador BANO (anteriormente NOFI), y formaba parte del índice OBX, donde se presentan las 25 empresas más negociadas del índice principal. A 10 de septiembre de 2020, el valor de mercado de la empresa era de 12,7 mil millones de coronas noruegas. 
En agosto de 2019, Norwegian Air Shuttle anunció que vendía todas sus acciones de Bank Norwegian por 2,2 mil millones de coronas noruegas. En noviembre de 2021, Nordax Bank AB completó la adquisición de Bank Norwegian (BANO) mediante un proceso de oferta. Nordax se aseguró el 95,6% de la propiedad antes de proceder al reembolso obligatorio de las acciones restantes. Bank Norwegian dejó de cotizar en la Bolsa de Oslo el 15 de noviembre de 2021. La fusión se completó el 30 de noviembre de 2022. 
Bank Norwegian, a branch of NOBA Bank Group, se ha expandido varias veces. Primero a Suecia en 2013, después a Dinamarca y Finlandia en 2015[11], y más recientemente a España[12] y Alemania[13] en 2021. 